# Château de Durtal (Bourgogne)
Pour les articles homonymes, voir Château de Durtal.
Le château de Durtal est situé sur la commune de Montpont-en-Bresse en Saône-et-Loire, sur une petite butte, à proximité du Grand Bois Durtal.

## Description
Du château du XIVe siècle, cantonné de tours carrées et précédé d'une double enceinte avec fossés et pont-levis, il ne subsiste qu'une partie des douves et une grosse tour d'angle en brique, très bien appareillée, que couronnent des mâchicoulis couverts sur consoles. Elle flanque un corps de logis rectangulaire du (XVIe siècle). Des communs en appareil à pan de bois et hourdis de brique entourent la cour.
« Muny de fors bastimens, hors d'escalades, et à doubles fossés marécageux, profonds et larges, pour ce que la basse-cour d'icelluy chastel estoit environnée de l'ung desdits fossez n'aiant entrée que par le pont levy. » dit un texte daté de 1584.
Le château, devenu ferme, est une propriété privée et ne se visite pas.

## Historique
- du XIVe siècle au XVIe siècle : le fief, sur lequel se trouve une maison forte, est tenu par les seigneurs de Durtal
- 1673 : propriété d'Alexandre de Périeux du Crozet
- 1755 : la demeure échoit au petit-fils et à la sœur du précédent, François-Florimond du Crozet et Mme de Lassale
- époque révolutionnaire: Mme de Lassale parvient à conserver le château durant l'émigration de son neveu, à qui elle finit par le léguer
- 1825 : la construction menaçant ruine, celui-ci la fait en partie raser
- 1830 : à la mort du précédent, la propriété revient à sa fille, Marie-Françoise du Crozet, épouse d'Alphonse de Chamouroux
- 1864 : les enfants des précédents vendent le bien, une partie est depuis utilisé comme ferme.

2010: Le château de Durtal est en cours de rénovation.